# Tornyai Péter
Tornyai Péter (Szeged, 1987. szeptember 1. –) Junior Prima-díjas, Artisjus-díjas és Istvánffy Benedek-díjas magyar zeneszerző, hegedű- és brácsaművész, a Liszt Ferenc Zeneművészeti Egyetem adjunktusa.

## Tanulmányai
Zeneszerzői tanulmányait Huszár Lajosnál és Fekete Győr Istvánnál kezdte. 2012-ben a budapesti Liszt Ferenc Zeneművészeti Egyetemen Jeney Zoltán növendékeként diplomázott.  A zeneszerzéssel párhuzamosan, ugyanitt hegedű szakot végzett Kertész Istvánnál. Kamarazenét Arnóth Balázs, Csalog Gábor, Rolla János, Wagner Rita irányításával tanult. 2012-ben fél évig a római Consevatorio di Santa Cecilia-n folytatta zeneszerzői tanulmányait, Matteo d'Amico vezetésével.

## Tevékenysége
Budapest kortárs zenei életének állandó szereplője. 2013-ban Rajk Judittal, Balogh Mátéval és Kedves Csanáddal, a FUGA Budapesti Építészeti Központban megalapította a CentriFUGA elnevezésű kortárs zenei műhelyt, amely azóta több tucat kortárs magyar zenemű ősbemutatójának adott otthont. Ezeken az alkalmakon zeneszerzőként, hegedű- és brácsajátékosként, illetve karmesterként is fellép.
2013 óta az Anima Musicae Kortárs Zenei Műhely művészeti vezetője.
2015 óta a Zeneakadémia Zeneszerzés Tanszékén zeneszerzés főtárgyat, hangszerelést és kortárs zenét oktat.
Hegedűsként és brácsásként is gyakran játszik klasszikus és kortárs zenét különböző kamaraegyüttesekben (Classicus Quartet, THReNSeMBle, Rondo Quartet, Apponyi Quartet).

## Főbb koncertjei
- 2017. június 26-án a világhírű zürichi Tonhalléban Eötvös Péter, Kurtág György, Balogh Máté, Bella Máté és Horváth Balázs zenedarabjai mellett Tornyai QuatreQuatuors című darabja is elhangzott.[7] A koncerten Eötvös Péter dirigált.
- 2018. május 22-én a Budapest Music Centerben bemutatták Dixit című oratóriumát. Az ószövetségi Teremtés-történetből, illetve Krisztus 7 utolsó szavából készült nagyszabású művet a Zétényi Tamás, Rajk Judit, Kéringer László és a Szent Efrém Férfikar adta elő.[8][9]
- 2018. december 5-én, a Szépművészeti Múzeum Antik Gyűjteményének 110 éves évfordulója alkalmából rendezett konferencián Tornyai Péter és Balogh Máté egy-egy ógörög nyelvű, Euripidész Antiopéjára készült zenés tragédiája is elhangzott. A kapcsolódó kiállítás keretében a két szerző ógörög dallamrekonstrukciói is meghallgathatók voltak.[10]
- 2019. június 18-án a lipcsei Tamás-templomban egy nemzetközi project keretében elhangzott J.S. Bach 5. Contrapunctusának Tornyai által készített átdolgozása. A mű a lipcsei Gewandhaus felkérésére készült, és az Editio Musica Budapest is kiadta.[11]
- A 2019. december 16-án a németországi Neussban bemutatásra kerülő Torso Modi című összművészeti project egyik zeneszerzője, Varga Judit, Balogh Máté és Solti Árpád mellett.[12] A műveket az Észak-Rajna-Vesztfáliai Kulturális Alap rendelte, 30 éves fennállásának alkalmából. Az ősbemutatón az Asasello Quartet játszott. Stephanie Thiersch tánckoreográfiáját a salzburgi Bodhi Project adta elő. A produkciót később Berlinben és Budapesten is megismételték.[13][14]

## Díjak, elismerések
- 2010: Gerhardus-díj
- 2011: Új Magyar Zenei Fórum - 1. díj (QuatreQuatuors című munkájáért)
- 2012: Wiener Konzerthaus zeneszerzőverseny - 1. díj (Ach Gott und Herr című munkájáért)[15]
- 2013: Új Magyar Zenei Fórum - 2. díj és Eötvös Péter különdíja (Cordes á vide című munkájáért)[16]
- 2016: GENERACE Zeneszerzőverseny (Ostrava) - 1. díj (Vonalak trapézban című munkájáért)[17]
- 2016: Junior Prima-díj
- 2017: GENERACE Zeneszerzőverseny (Ostrava) - 2. díj (Fiori sfiorati című munkájáért)[18]
- 2017: Artisjus-díj (A Év Junior Komolyzenei Alkotója 2016) [19]
- 2023: Istvánffy Benedek-díj (H.G. Sonaten című művéért)[2]

## Főbb művei
- H. G. Sonaten (2022)
- Dixit (2017)
- Can(z)oni dell'infinito (2015)[20]
- Monochrome (2013)[21]
- In a neraly desert island (island of Bali?) (2012)[22]